# Canta Trio Nordestino
Canta Trio Nordestino é um álbum da banda Mastruz com Leite, lançado em 1998. É uma homenagem à banda de forró Trio Nordestino.

## Faixas
1. Forró Pesado
2. Chililiqui
3. Eu Vou Até de Manhã
4. Eu Só Quero Um Xodó
5. Procurando Tú
6. Cuidado com as Coisas
7. Machucando Sim
8. Petrolina Juazeiro
9. Madalena
10. Forró Desarmado
11. O Neném
12. Menino de Colo
13. Chupando Gelo
14. O Bicho Bom